# Троельс Лунд Поульсен
Троельс Лунд Поульсен (дан. Troels Lund Poulsen) — данський політик, член партії Венстре, міністр зайнятості (з 2016 року), міністр торгівлі, бізнесу та економічного зростання (2015—2016), міністр освіти (2011), міністр податків і зборів (2010—2011), міністр охорони навколишнього середовища (2007—2010). З 6 лютого 2023 року виконував обов'язки міністра оборони після того, як через хворобу тимчасово пішов у відставку Якоб Еллеманн-Єнсен. Призначений «до подальшого повідомлення» віцепрем'єр-міністром, міністром економіки та міністром оборони.
З вересня 2006 року по листопад 2007 року Троельс Лунд Поульсен був прес-секретарем своєї партії.
Наприкінці 2011 року він став у центрі скандалу щодо розголошення конфіденційних документів на користь дискредитації колишнього прем'єр-міністра Данії Хеллі Торнінг-Шмідта та її чоловіка Стефана Кіннока через їхні податкові відносини. Скандал відбувся під час данських парламентських виборів 2011 року.

## Нагороди
- Орден «За заслуги» I ст. (Україна, 4 вересня 2023) — за вагомий особистий внесок у зміцнення міждержавного співробітництва, підтримку державного суверенітету та територіальної цілісності України, популяризацію Української держави у світі[13]